# Désir sous les ormes (film)
Pour les articles homonymes, voir Désir sous les ormes (homonymie).
Pour plus de détails, voir Fiche technique et Distribution.
Désir sous les ormes (Desire Under the Elms) est un film américain réalisé par Delbert Mann et sorti en 1958.

## Synopsis
Le vieux Éphraïm Cabot se remarie avec la jeune et belle Anna. S’ensuivent des luttes intestines entre les fils d’Éphraïm et la nouvelle épouse, tous s’estimant héritiers légitimes. Mais Anna et son beau-fils Eben, qui revendique le titre d’héritier unique, tombent réciproquement amoureux…

## Fiche technique
- Titre original : Desire Under the Elms
- Titre français : Désir sous les ormes
- Réalisation : Delbert Mann, assisté de Bernard McEveety (non crédité)
- Scénario : Irwin Shaw d’après la pièce de théâtre d’Eugene O'Neill, Désir sous les ormes (New York, 1924)
- Décors : J. McMillan Johnson, Hal Pereira
- Costumes : Dorothy Jeakins
- Photographie : Daniel L. Fappani
- Son : Winston H. Leverett, Harold Lewis
- Montage : George Boemler
- Musique : Elmer Bernstein
- Production : Don Hartman
- Société de production : Don Hartman Productions (États-Unis)
- Société de distribution : Paramount Pictures (États-Unis, France)
- Pays de production :  États-Unis
- Langue originale : anglais
- Format : noir et blanc — 35 mm — 1.85:1 VistaVision — monophonique (Westrex Recording System)
- Genre : comédie dramatique
- Durée : 111 minutes
- Date de sortie :
  - États-Unis : 12 mars 1958

## Distribution
- Sophia Loren (VF : Claude Gensac) : Anna Cabot
- Anthony Perkins (VF : Michel Francois) : Eben Cabot
- Burl Ives (VF :  Jacques Berlioz) : Éphraïm Cabot
- Pernell Roberts (VF : Jean Violette) : Pierre Cabot
- Frank Overton (VF : Raymond Loyer) : Simeon Cabot
- Rebecca Welles (VF : Jacqueline Carrel) : Lucinda Cabot
- Jean Willes (VF :  Françoise Fechter) : Florence Cabot
- Anne Seymour (VF : Lita Recio) : la mère d'Eben
- Roy Fant : Fiddler

## Production

### Tournage
- Périodes de prises de vue : 26 avril au 6 mai 1957 et 24 juin au 1er juillet 1957[1].
- Intérieurs : Paramount Studios, Los Angeles (Californie)[2].
- Extérieurs : Brent's Crags (Californie). Selon TCM (États-Unis), les prises de vue extérieures n'ont nécessité qu'une journée de tournage, cette adaptation d'une pièce de théâtre a été entièrement tournée dans les studios d'Hollywood[1].

## Distinctions

### Nominations
- Oscars 1959 : Daniel F. Fapp nommé pour l'Oscar de la meilleure photographie[3].
- Laurel Awards 1959 : Daniel F. Fapp nommé pour le Laurel d'or de la meilleure photographie en noir et blanc[3].

### Sélection
- Festival de Cannes 1958 : sélection officielle en compétition[3],[4].